# Toshiko Fujita
Toshiko Fujita (藤田 淑子?, Fujita Toshiko; Dalian, 5 aprile 1950 – 28 dicembre 2018) è stata una doppiatrice, attrice e cantante giapponese.
Ha lavorato per Aoni Production.

## Biografia
Dall'età di 6 anni, ha lavorato sin da bambina alla radio e alla televisione ricoprendo una vasta gamma di campi artistici, tra cui attrice, cantante e comica. Il dramma televisivo del 1968 Summer Wakare è apparso come il disco più giovane interpretato da Dao Dora fino alla pubblicazione di Seizing the Light of Tomorrow di Alice Hirose. Inoltre, ha anche cantato varie sigle di cartoni animati e anime, diventando così popolare. In passato apparteneva a Watanabe Productions.
Nel campo del doppiaggio ha prestato la propria voce a diversi personaggi di svariate serie animate, alcuni dei suoi ruoli più conosciuti sono: Ikkyu in Ikkyusan il piccolo bonzo, Kiteretsu <Eiichi Kido> in Kitarez Encyclopedia, Rui Kisugi (Kelly Tashikel) in Occhi di gatto, Mamiya in Ken il guerriero e Taichi Yagami (Tai Kamiya) in Digimon Adventure e nei suoi seguiti e media correlati. Lavorò molto spesso per anime prodotti da Toei Animation e da altri studi d'animazione giapponesi.
Nel 1984 ha vinto il primo premio del Grand Prix of Japan Anime per "Best Award of Voice Actor".
Negli ultimi anni la sua attività venne ridotta a causa di una malattia, inizialmente non specificata. Il 28 dicembre 2018 sul suo sito ufficiale ne è stata annunciata la morte per carcinoma mammario invasivo.

## Doppiaggio

### Serie d'animazione
- Bonobono primo film (Bonobono)
- Ginga: Nagareboshi Gin (Cross)
- Allison & Lillia (Corazón Muto)
- Dai - La grande avventura (Dai)
- One Piece (Big Mom nell'episodio 571)
- Outlaw Star (Hilda)
- Tom & Jerry (serie originale) (Jerry)
- Kiteretsu Daihyakka (Kiteretsu)
- Ken il guerriero (Mamiya)
- Yūsei Shōnen Papii (Papii, 1ª voce)
- Silent Möbius (Rally Cheyenne)
- Occhi di gatto (Rui Kisugi)
- RG Veda (Shashi-oh )
- Digimon Adventure, Digimon Adventure 02 e Digimon Fusion Battles (Tai Kamiya)
- Prefectural Earth Defense Force (Yūko Inoue)
- Zatch Bell! (Zofis)
- Torappu ikke monogatari (Baronessa Matilde)
- Ai no gakko Cuore monogatari (Enrico Bottini)

### Film d'animazione
- Golgo 13 (Dr. Zed / Cindy)
- Lilli e il vagabondo (Lilli)
- One Piece: Il tesoro del re (Corbi)
- I Cavalieri dello zodiaco: La dea della discordia (Eris)

### Telefilm
- Murphy Brown (Murphy Brown)

### Videogiochi
- Clannad Side Stories (Moglie di Koumura)
- Cobra the Arcade (Jane Royal)
- Fist of the North Star (Mamiya)
- Jump Force (Dai)
- Kessen (Okatsu)
- Kids Station: Digimon Park, Digimon Rumble Arena, Digimon Adventure (Tai Kamiya)
- Ryu ga Gotoku Kenzan! (Padrona del Tsuruya)
- Sands of Destruction (Creator)
- Shining Force Neo (Maria)